# Alfonso Albert
Alfonso Albert García (Torrente (Valencia), 22 de mayo de 1973) es un exbaloncestista español que mide 211 cm y cuya posición en la cancha era la de pívot. Formado en las categorías inferiores del Joventut de Badalona, donde debuta en la ACB la temporada 1991-92, forma parte del equipo que se proclama campeón de Europa en 1994. Después tendría una longeva carrera en las diferentes categorías del baloncesto español, incluida alguna experiencia fuera de España. Acabó su carrera en el Baloncesto Club Polideportivo La Roda de Primera Nacional de Castilla-La Mancha.

## Clubes
- Torrente (Valencia). Categorías inferiores.
- La Salle Valencia.
- 1990-92 Joventut Badalona Junior.
- 1991-98 ACB. Joventut de Badalona.
- 1997-98 ACB. Joventut de Badalona. Juega cinco partidos.
- 1997-98 ACB. CB Ourense. Juega 16 partidos.
- 1997-98 ACB. Pamesa Valencia.
- 1998-02 ACB. Pamesa Valencia.
- 2002-03 ACB. Breogán Lugo.
- 2003-05 Kolossos Rodou
- 2005-07 UB La Palma
- 2007-08 CB Melilla
- 2008-09 CB Tenerife
- 2008-09 Keravnos
- 2009-10 Platges de Mataró
- 2010-2011 CB LLiria
- 2011-2012 CB Alginet
- 2012-2014 Club Baloncesto Villarrobledo
- 2014-2015 Club Polideportivo La Roda

## Internacionalidades
- Selección de España Junior.
- Selección de España sub-22.
- Selección de España. Seis partidos.

## Palmarés
- 1991-92 ACB. Joventut Badalona. Campeón.
- 1993-94 Liga Europea. Joventut Badalona. Campeón.
- 1994 Eurobasket sub-22. Selección de España sub-22. Liubliana. Medalla de Bronce.
- 1996-97 Copa del Rey. Festina Joventut. Campeón.
- 1997-98 Copa del Rey. Pamesa Valencia. Campeón.